# Renan Oliveira
Renan Oliveira Henrique Oliveira Vieira, mais conhecido como Renan Oliveira (Itabira, 29 de dezembro de 1989), é um futebolista brasileiro que atua como meia e atacante e atualmente está no Valeriodoce.

## Carreira

### Atlético Mineiro
No começo de 2008, ano em que foi revelado, Renan foi eleito revelação do Campeonato Mineiro pela Federação Mineira de Futebol (FMF). Mesmo com apenas quatro atuações, quase sempre entrando no segundo tempo, o atacante contribuiu com dois gols. Além de jogar o estadual, disputou também alguns jogos pela Copa do Brasil.
Considerado uma grande promessa do futebol brasileiro, por ele foram feitas diversas propostas de contratações (destaca-se Real Madrid e Milan), todas rejeitadas pelo presidente do Galo, Alexandre Kalil.
Ainda na base, em um torneio Nereo Rocco, na Itália, ofuscou a estrela italiana Mario Balotelli, carregando o time do Atlético no torneio, em que venceu a Internazionale na final por 3 a 2, com três gols de Renan Foi reconhecido à época, pelo jornalista mineiro Daniel Henrique, como melhor jogador jovem do mundo .

### Vitória
No dia 22 de maio de 2010, foi emprestado ao Vitória até o final da temporada. Porém, quatro meses depois, tendo jogado pouquíssimas partidas pelo rubro-negro baiano, foi solicitado sua volta ao Atlético a pedido do treinador Dorival Júnior.

### Coritiba
No dia 14 de dezembro de 2011, foi anunciado seu empréstimo junto ao Coritiba. Renan Oliveira voltaria a trabalhar com Marcelo Oliveira, treinador com o qual teve sua melhor fase jogando pelo Atlético Mineiro. Renan Oliveira estreou bem nos dois primeiros jogos, sempre entrando no segundo tempo, mas foi no terceiro com a camisa do Coxa que obteve uma atuação de gala, entrando aos 25 minutos do segundo tempo, fez dois belíssimos gols selando a vitória do Coritiba por 5x1.

### Goiás
No dia 21 de junho de 2012, Renan Oliveira foi apresentado como novo reforço do Goiás. Sem espaço no Coritiba, Renan Oliveira teve seus direitos repassados ao Goiás por empréstimo até o final de 2012.
Ao final de 2012, como Renan Oliveira não teria muito espaço na equipe titular do Atlético Mineiro, onde sofre forte rejeição da torcida, e vinha se destacando no Goiás, a diretoria do Goiás e do Atlético Mineiro decidiram renovar o seu empréstimo por mais 1 ano, até o fim de 2013. 

### Sport
No dia 28 de fevereiro de 2014, foi anunciada sua transferência ao Sport.

### América-MG
Foi repassado o empréstimo de Renan Oliveira para o América Mineiro, após várias excelentes atuações que poderiam dobrar seu salário em razão de cláusula contratual do empréstimo, alinhado à chegada dos meias Diego Souza e Ibson, Renan Oliveira provavelmente seria banco no Leão do Retiro.

### Avaí
Em dezembro de 2014 o Avaí, contrata Renan Oliveira para a temporada de 2015, por um ano.

## Títulos
Atlético-MG
- Campeonato Mineiro: 2010

Coritiba
- Campeonato Paranaense: 2012

Goiás
- Campeonato Brasileiro - Série B: 2012
- Campeonato Goiano: 2013

Sport
- Copa do Nordeste: 2014
- Campeonato Pernambucano: 2014

América MG
- Campeonato Brasileiro - Série B: 2017

Seleção Brasileira Sub-20
- Campeonato Sul-Americano Sub-20: 2009

Suduva
- Copa da Lituânia: 2019
- Campeonato Lituano: 2019

## Prêmios Individuais
Atlético Mineiro
- Troféu Guará - Melhor Meia: 2008
- Troféu Guará - Revelação: 2008
- Troféu Globo Minas - Revelação: 2008
- Troféu Telê Santana - Melhor Meia: 2010